# Maiatai
Die Maiatai (altgriechisch Μαιάται, lateinisch Maeatae) waren eine Konföderation piktischer Stämme, die im südlichen Teil des heutigen Schottland siedelte. Sie lebten nördlich des Antoninuswalls außerhalb des römisch besetzten Britanniens.
Die historischen Quellen sind hinsichtlich der Region, die sie bewohnten, vage, obwohl der Name der Vereinigung in den Namen zweier Hillforts überliefert ist. In den Ochil Hills, bei Stirling, gibt es Reste des Dumyat Fort. Der Name (Gälisch Dùn Mhèad) wird vermutlich vom Namen der Maeatae abgeleitet. Das Hillfort kann ihre nördliche Grenze markiert haben, während der Myot Hill (gleicher Wortstamm) in der Nähe von Falkirk ihre südliche Ausdehnung markierte. Sie scheinen sich infolge von Verträgen zwischen dem Römischen Reich unter Ulpius Marcellus und den Grenzstämmen in den 180er Jahren verbündet zu haben.
Im Jahr 210 und 211 n. Chr. unternahmen sie schwere Revolten gegen das Römische Reich, die dazu beitrugen, dass der Antoninuswall im frühen 3. Jahrhundert aufgegeben wurde. Bereits im Jahr 208 rief der römische Statthalter von Britannien, Lucius Alfenus Senecio, den Kaiser Septimius Severus zu Hilfe. Dieser schlug bis zum Jahr 210 die Aufständischen in harten Kämpfen zurück und erhielt den Siegernamen Britannicus. Nach seinem Tode im Februar 211 in Eburacum/York überließen seine Söhne Caracalla und Geta den britannischen Norden sich selbst und kehrten nach Rom zurück.
Die in Adomnan von Ionas "Vita Columbae – das Leben von Columban" erwähnten Miathi, die mit den Südpikten gleichzusetzen sind, wurden als Gruppe der Maeatae aufgefasst, deren Konföderation offenbar bis zum 6. oder 7. Jahrhundert n. Chr. überlebte.